# Luiz Nunes
Luiz Carlos Nunes de Souza (Minas Gerais, 31 de juliol de 1909 - Rio de Janeiro, 1937) fou un arquitecte brasiler.
Va estudiar arquitectura en l'Escola Nacional de Belles Arts a partir de 1926 i es va graduar el 1933. Va resaltar com un defensor del paper modernitzador de l'arquitectura i del seu potencial transformador. Poc després de la revolució de 1930, el 1931, sent president del Directori Acadèmic i juntament amb Jorge Moreira, va participar en una vaga que va acabar amb el director José Mariano i el nomenament de Lúcio Costa, que intentava implantar una nova mentalitat de ensenyament en l'escola tradicionalista amb un discurs centrat en la recuperació de la relació entre forma, tècnica i materials.
Les seves obres son el testimoni de l'avantguardisme de Recife. En 1934 fou contractat per Carlos de Lima Cavalcanti per dirigir la Secretaria d'Obres de Recife amb una organització modernista que pretenia combatre els errors rutinaris de les obres, l'empirisme tècnic i la mà d'obra no qualificada, promovent projectes realitzats amb un criteri únic de racionalització constructiva, dimensionament adequat i econòmic de l'estructura, ordenació de l'espai i el control de la planificació de l'obra, un fet inèdit en l'època, i treballà amb Roberto Burle Marx, el director del Departament de Parcs i Jardins de Pernambuco. Va morir de tuberculosi als 28 anys en 1937.